# Dagami
Dagami (Bayan ng Dagami) är en kommun i Filippinerna. Kommunen ligger på ön Leyte, och tillhör provinsen Leyte. Folkmängden uppgår till 29 240 invånare.

## Barangayer
Dagami är indelat i 65 barangayer.
| - Abaca - Abre - Balilit - Banayon - Bayabas - Bolirao - Buenavista - Buntay - Caanislagan - Cabariwan - Cabuloran - Cabunga-an - Calipayan - Calsadahay - Caluctogan - Calutan - Camono-an - Candagara - Canlingga - Cansamada East - Digahongan - Guinarona | - Hiabangan - Hilabago - Hinabuyan - Hinologan - Hitumnog - Katipunan - Los Martires - Lobe-lobe - Macaalang - Maliwaliw - Maragondong - Ormocay - Palacio - Panda - Patoc - Plaridel - Sampao West Pob. (Dist. 8) - Lapu-lapu Pob. (Dist. 2) - Lusad Pob. (Dist. 6) - Sampao East Pob. (Dist. 9) - San Antonio Pob. (Dist. 5) - San Jose Pob. (Dist. 1) | - Sta. Mesa Pob. (Dist. 7) - Tunga Pob. (Dist. 4) - San Roque Pob. (Dist. 3) - Poponton - Rizal - Salvacion - San Benito - Santo Domingo - Sirab - Tagkip - Tin-ao - Victoria - Balugo - Cansamada West - Capulhan - Lobe-lobe East - Paraiso - Sampaguita - Sawahon - Talinhugon - Tuya |